# Pontcharraud
Pontcharraud ist eine Gemeinde im Zentralmassiv in Frankreich. Sie gehört zur Region Nouvelle-Aquitaine, zum Département Creuse, zum Arrondissement Aubusson und zum Kanton Auzances. Sie grenzt im Norden an Néoux, im Osten an Saint-Maurice-près-Crocq, im Süden an Saint-Georges-Nigremont und im Westen an Saint-Frion.

## Bevölkerungsentwicklung
| Jahr      | 1962 | 1968 | 1975 | 1982 | 1990 | 1999 | 2008 | 2012 |
| --------- | ---- | ---- | ---- | ---- | ---- | ---- | ---- | ---- |
| Einwohner | 177  | 156  | 137  | 146  | 127  | 97   | 85   | 73   |

## Sport

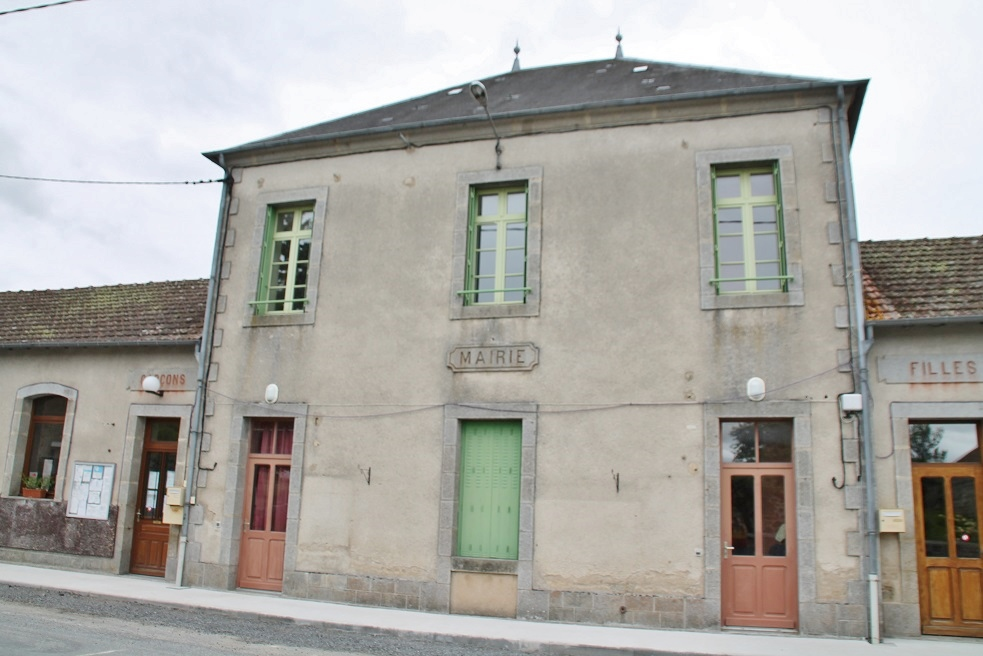
Mairie Pontcharraud

Im Jahr 2023 führte die Tour de France auf der 9. Etappe durch Pontcharraud. Auf der D10 wurde kurz nach Senimontel mit der Côte de Pontcharraud (692 m) eine Bergwertung der 4. Kategorie abgenommen. Diese sicherte sich der US-Amerikaner Neilson Powless.